# Sydney Dacres
Sir Sydney Colpoys Dacres (9. ledna 1804, Totnes, Anglie – 8. března 1884, Steyning, Anglie) byl britský admirál. U královského námořnictva sloužil od roku 1817, zúčastnil se různých válečných konfliktů, vyznamenal se za krymské války. Aktivní kariéru završil ve funkci prvního námořního lorda (1868–1872), hodnosti admirála dosáhl v roce 1870.

## Životopis
Pocházel z rodiny s tradiční službou v námořnictvu, narodil se jako mladší syn viceadmirála Sira Richarda Dacrese (1761–1837). Do Royal Navy vstoupil v roce 1817, po desetileté službě postoupil do hodnosti poručíka (1827) a pod velením Edmunda Lyonse operoval ve Středozemním moři. Zúčastnil se řecké války za nezávislost, v roce 1834 byl povýšen na komandéra a o dva roky později obdržel samostatné velení lodi. V roce 1840 byl povýšen na kapitána, později sloužil v Lamanšském průlivu. Krymské války se zúčastnil v Černém moři, načež obdržel Řád lázně (1855) a francouzský Řád čestné legie (1857). Poté sloužil ve Středozemním moři a v roce 1858 byl povýšen na kontradmirála. Ve Středomoří byl od roku 1861 zástupcem vrchního velitele a poté v letech 1863–1866 byl vrchním velitelem v Lamanšském průlivu. Mezitím v roce 1865 obdržel rytířský kříž Řádu lázně s šlechtickým titulem Sir, téhož roku byl povýšen na viceadmirála. V letech 1866–1868 byl v administraci Royal Navy druhým námořním lordem a nakonec v letech 1868–1872 prvním námořním lordem. V této funkci proslul především prosazováním zrušení stěžňů u nejnovějších bitevních lodí s parním pohonem. V roce 1870 byl povýšen na admirála a v roce 1871 získal velkokříž Řádu lázně. V letech 1872–1874 byl guvernérem špitálu v Greenwichi a v roce 1874 odešel do výslužby.
V roce 1840 se oženil s Emmou, rozenou Lambertovou, a měl s ní dvě děti. Dcera Minna se provdala za admirála Johna Ommanneye Hopkinse.
Jeho starší bratr Sir Richard James Dacres (1799–1886) sloužil v armádě, vynikl jako důstojník dělostřelectva v krymské válce a později dosáhl hodnosti polního maršála.